# Гранд-Ріверс (Кентуккі)
Гранд-Ріверс (англ. Grand Rivers) — місто (англ. city) в США, в окрузі Лівінґстон штату Кентуккі. Населення — 345 осіб (2020).

## Географія
Гранд-Ріверс розташований за координатами 37°0′17″ пн. ш. 88°13′55″ зх. д. / 37.00472° пн. ш. 88.23194° зх. д. (37.004736, -88.231840).  За даними Бюро перепису населення США в 2010 році місто мало площу 5,09 км², з яких 4,82 км² — суходіл та 0,27 км² — водойми.

## Демографія
Згідно з переписом 2010 року, у місті мешкали 382 особи в 176 домогосподарствах у складі 112 родин. Густота населення становила 75 осіб/км².  Було 243 помешкання (48/км²).
Расовий склад населення:
| - 96,9 % — білих - 0,3 % — корінних американців - 0,3 % — чорних або афроамериканців |

До двох чи більше рас належало 2,4 %. Частка іспаномовних становила 2,9 % від усіх жителів.
За віковим діапазоном населення розподілялося таким чином: 17,5 % — особи молодші 18 років, 56,3 % — особи у віці 18—64 років, 26,2 % — особи у віці 65 років та старші. Медіана віку мешканця становила 53,8 року. На 100 осіб жіночої статі у місті припадало 92,0 чоловіків;  на 100 жінок у віці від 18 років та старших — 92,1 чоловіків також старших 18 років.
Середній дохід на одне домашнє господарство  становив 63 947 доларів США (медіана — 48 750), а середній дохід на одну сім'ю — 83 668 доларів (медіана — 57 679). Медіана доходів становила 65 000 доларів для чоловіків та 41 667 доларів для жінок. За межею бідності перебувало 9,7 % осіб, у тому числі 10,9 % дітей у віці до 18 років та 9,6 % осіб у віці 65 років та старших.
Цивільне працевлаштоване населення становило 132 особи. Основні галузі зайнятості: мистецтво, розваги та відпочинок — 17,4 %, виробництво — 11,4 %, будівництво — 11,4 %.